# 马修·戈德斯
马修·戈德斯（英語：Matthew Gohdes，1990年5月8日—），澳大利亚男子曲棍球运动员。他曾代表澳大利亚参加2012年和2016年夏季奥林匹克运动会曲棍球比赛，其中2012年奥运会获得一枚铜牌。